# Kazimierz Olechowski
Kazimierz Olechowski (ur. 6 grudnia 1961 w Radkowie) – polski skrzypek i pedagog.
Absolwent Państwowego Liceum Muzycznego im. Fryderyka Chopina (klasa prof. Antoniego Cofalika) w Krakowie oraz Akademii Muzycznej im. Fryderyka Chopina w Warszawie (1984, klasa prof. Zenona Brzewskiego). Laureat ogólnopolskich i międzynarodowych konkursów skrzypcowych: m.in. III nagroda na Międzynarodowym Konkursie Bachowskim w Lipsku (1988). Koncertmistrz Orkiestry Opery Narodowej w Lyonie, pedagog w Wyższym Konserwatorium Muzycznym w Lyonie.

## Multimedia
- fragment koncertu w wykonaniu Kazimierza Olechowskiego (skrzypce) oraz Józefa Olechowskiego (fortepian) w serwisie YouTube